# Błotków Duży
Błotków Duży – część miasta i dzielnica Terespola w jego południowej części.

## Historia[2]

### Czasy prehistoryczne
Historia Błotkowa sięga czasów późnego neolitu i wczesnej epoki brązu, kiedy to ówczesne plemiona koczownicze zajmujące się łowiectwem, zaczęły rozkładać nad Bugiem swoje obozowiska.

### Nowożytność
Pierwsza wzmianka o Błotkowie pochodzi z 1512 roku, kiedy to właścicielem wsi był Iwan Sapieha z Kodnia. Następnym właścicielem miejscowości był Iwan Ostafiewicz Hornostaj, podskarbi ziemski litewski. Od 1571 wieś była pod własnością wojewody oraz starosty mińskiego Hawryła Hornostaja, który otrzymał Błotków od króla Zygmunta Augusta. W 1591 roku syn Hawryły Hornostaja – Hieronim – pozostawił miejscowość Lwu Sapieże, kanclerzowi litewskiemu. Na początku XVII wieku kolejnym właścicielem wsi Błotków został Krzysztof Mikołaj Dorohostajski, będący marszałkiem wielkim litewskim, który w 1609 roku sprzedał wieś królowi Zygmuntowi III.
Na swych dobrach król Zygmunt III wybudował pałac, a przy nim założył jeden z najpiękniejszych na terenie Polski ogrodów. Dobra błotkowskie przypadły w spadku królewiczowi Janowi Kazimierzowi, który w 1643 roku sprzedał je swemu bratu, biskupowi płockiemu Karolowi Ferdynandowi. W 1655 roku, dobra błotkowskie znów trafiły w ręce Jana Kazimierza, który przekazał je Marii Ludwice. Dobra błotkowskie zostały zniszczone w 1656 – najpierw przez Rosjan i Kozaków, a następnie przez Szwedów i Siedmiogrodzian. Później ruszyła odbudowa pałacu, ale renowację przerwano w 1659, gdyż Rosjanie znowu zrujnowali pałac i folwark. W 1668 roku król sprzedał swe zniszczone dobra Cyprianowi Brzostowskiemu, a ten następnie sprzedał je Józefowi Słuszce w roku 1673.
Kolejny właściciel Błotkowa zaczął budować na jego bazie miasto Terespol, które nazwał od imienia swej żony – Teresy. W 1701 roku właścicielem Błotkowa został Ludwik Konstanty Pociej. Następnie w 1748 roku kolejnym właścicielem tej wsi stał się Jan Jerzy Flemming, po którego śmierci Błotków trafił w ręce Izabeli Czartoryskiej. Po powstaniu listopadowym car odebrał Czartoryskim ich dobra.
W roku 1867 wieś Błotków została siedzibą gminy Kobylany Nadbużne. Przed rozpoczęciem I wojny światowej Błotków dzielił się na dwie gromady: Błotków Duży i Błotków Mały.

### Współczesność
W 1950 roku do Terespola włączono Błotków Mały, pozostawiając przy tym Błotków Duży sołectwem. W 1954 roku zniesiono gminę Kobylany Nadbużne, tworząc dwie gromady: Błotków oraz Małaszewicze. W roku 1973 zniesiono gromadę Błotków, wcielając ją do nowo utworzonej gminy Terespol, a w 1983 Błotków Duży włączono do Terespola.

## Sąsiednie dzielnice
- Ogródki Łobaczewskie
- Błotków Mały